# Martin Friedrich Arendt
Martin Friedrich Arendt, född 22 februari 1773, död 1823, var en tysk arkeolog.

## Biografi
Arendt företog från sin ungdom till sin död vidsträckta resor i Europa för naturvetenskapliga och arkeologiska forskningar. Vid olika besök i Norge sysslade Arendt med runforskningar och gav pålitliga, med goda kritiska anmärkningar försedda läsningar av norska runstenar. Hans samlingar och otryckta och förvaras i Nationalmuseet i Köpenhamn.